# 坞城街道
坞城街道，是中华人民共和国山西省太原市小店区下辖的一个乡镇级行政单位。

## 行政区划
坞城街道下辖以下地区：
师范街社区、山西大学社区、八一社区、许坦西街社区、坞城南路社区、坞城路东社区、坞城路西社区、并州南路一社区、并州南路二社区、太航社区、学府街东社区、国际大都会社区、开元社区、坞城社区、锦绣社区、南中环社区和北张村。